# Веконія (Міннесота)
Веконія (англ. Waconia) — місто (англ. city) в США, в окрузі Карвер штату Міннесота. Населення — 13 033 особи (2020).

## Географія
Веконія розташована за координатами 44°50′27″ пн. ш. 93°47′40″ зх. д. / 44.84083° пн. ш. 93.79444° зх. д. (44.840929, -93.794512).  За даними Бюро перепису населення США в 2010 році місто мало площу 11,36 км², з яких 11,24 км² — суходіл та 0,12 км² — водойми.

## Демографія
Згідно з переписом 2010 року, у місті мешкало 10 697 осіб у 3909 домогосподарствах у складі 2748 родин. Густота населення становила 941 особа/км².  Було 4112 помешкання (362/км²).
Расовий склад населення:
| - 95,7 % — білих - 1,1 % — чорних або афроамериканців - 1,1 % — азіатів - 0,3 % — корінних американців |

До двох чи більше рас належало 1,1 %. Частка іспаномовних становила 2,5 % від усіх жителів.
За віковим діапазоном населення розподілялося таким чином: 32,5 % — особи молодші 18 років, 56,2 % — особи у віці 18—64 років, 11,3 % — особи у віці 65 років та старші. Медіана віку мешканця становила 34,9 року. На 100 осіб жіночої статі у місті припадало 93,8 чоловіків;  на 100 жінок у віці від 18 років та старших — 88,9 чоловіків також старших 18 років.
Середній дохід на одне домашнє господарство  становив 93 382 долари США (медіана — 79 600), а середній дохід на одну сім'ю — 107 204 долари (медіана — 96 474). Медіана доходів становила 59 787 доларів для чоловіків та 46 263 долари для жінок. За межею бідності перебувало 2,3 % осіб, у тому числі 1,8 % дітей у віці до 18 років та 9,5 % осіб у віці 65 років та старших.
Цивільне працевлаштоване населення становило 6139 осіб. Основні галузі зайнятості: освіта, охорона здоров'я та соціальна допомога — 25,7 %, виробництво — 15,5 %, роздрібна торгівля — 12,6 %.